# 16.º governo da Monarquia Constitucional
O 16.º governo da Monarquia Constitucional, ou 3.º governo da restauração da Carta, nomeado a 6 de outubro de 1846 e exonerado a 18 de dezembro de 1847, foi presidido pelo marquês de Saldanha, se bem que o cargo de presidente do Conselho de Ministros ainda não estava juridicamente definido. Entre 28 de abril e 18 de dezembro de 1847, a presidência do Conselho de Ministros de Saldanha foi suspensa devido à participação daquele na guerra da Patuleia, sendo o poder executivo exercido pela totalidade do Conselho de Ministros. Durante esse período, a 4 de novembro de 1846, o título do marquês de Saldanha passou a ducal.
A sua constituição era a seguinte:
| Cargo                                                                   | Detentor | Detentor                                           | Período                                         |
| ----------------------------------------------------------------------- | -------- | -------------------------------------------------- | ----------------------------------------------- |
| Presidente do Conselho de Ministros                                     |          | Marquês de Saldanha (1790–1876)                    | 6 de outubro de 1846 a 28 de abril de 1847      |
| Presidente do Conselho de Ministros                                     |          | Totalidade do Conselho de Ministros                | 28 de abril de 1847 a 18 de dezembro de 1847    |
| Ministro e Secretário de Estado dos Negócios do Reino                   |          | Visconde de Oliveira (1794–1853)                   | 6 de outubro de 1846 a 28 de abril de 1847      |
| Ministro e Secretário de Estado dos Negócios do Reino                   |          | Francisco Tavares de Almeida Proença (1798–1872)   | 28 de abril de 1847 a 22 de agosto de 1847      |
| Ministro e Secretário de Estado dos Negócios do Reino                   |          | António de Azevedo Melo e Carvalho (1795–1862)     | 22 de agosto de 1847 a 18 de dezembro de 1847   |
| Ministro e Secretário de Estado dos Negócios Eclesiásticos e de Justiça |          | José Jacinto Valente Farinho (1792–1855)           | 6 de outubro de 1846 a 28 de abril de 1847      |
| Ministro e Secretário de Estado dos Negócios Eclesiásticos e de Justiça |          | Manuel Duarte Leitão (1787–1856)                   | 28 de abril de 1847 a 22 de agosto de 1847      |
| Ministro e Secretário de Estado dos Negócios Eclesiásticos e de Justiça |          | Francisco da Silva Ferrão (1798–1874)              | 22 de agosto de 1847 a 18 de dezembro de 1847   |
| Ministro e Secretário de Estado dos Negócios da Fazenda                 |          | Visconde de Oliveira (interino) (1794–1853)        | 6 de outubro de 1846 a 13 de outubro de 1846    |
| Ministro e Secretário de Estado dos Negócios da Fazenda                 |          | Visconde de Algés (interino) (1796–1865)           | 13 de outubro de 1846 a 20 de fevereiro de 1847 |
| Ministro e Secretário de Estado dos Negócios da Fazenda                 |          | Conde de Tojal (1788–1852)                         | 20 de fevereiro de 1847 a 22 de agosto de 1847  |
| Ministro e Secretário de Estado dos Negócios da Fazenda                 |          | Marino Miguel Franzini (1779–1861)                 | 22 de agosto de 1847 a 18 de dezembro de 1847   |
| Ministro e Secretário de Estado dos Negócios da Guerra                  |          | Marquês de Saldanha (1790–1876)                    | 6 de outubro de 1846 a 28 de abril de 1847      |
| Ministro e Secretário de Estado dos Negócios da Guerra                  |          | Visconde de Algés (interino) (1796–1865)           | 4 de novembro de 1846 a 20 de fevereiro de 1847 |
| Ministro e Secretário de Estado dos Negócios da Guerra                  |          | Barão de Ovar (interino) (1782–1856)               | 20 de fevereiro de 1847 a 28 de abril de 1847   |
| Ministro e Secretário de Estado dos Negócios da Guerra                  |          | Ildefonso Bayard (interino) (1785–1856)            | 28 de abril de 1847 a 3 de maio de 1847         |
| Ministro e Secretário de Estado dos Negócios da Guerra                  |          | Barão de Ponte da Barca (1792–1875)                | 3 de maio de 1847 a 22 de agosto de 1847        |
| Ministro e Secretário de Estado dos Negócios da Guerra                  |          | Barão de Almofala (1793–1850)                      | 22 de agosto de 1847 a 18 de dezembro de 1847   |
| Ministro e Secretário de Estado dos Negócios da Marinha e Ultramar      |          | Manuel de Portugal e Castro (1787–1854)            | 6 de outubro de 1846 a 28 de abril de 1847      |
| Ministro e Secretário de Estado dos Negócios da Marinha e Ultramar      |          | Conde de Tojal (interino) (1788–1852)              | 28 de abril de 1847 a 22 de agosto de 1847      |
| Ministro e Secretário de Estado dos Negócios da Marinha e Ultramar      |          | João de Fontes Pereira de Melo (1780–1856)         | 22 de agosto de 1847 a 18 de dezembro de 1847   |
| Ministro e Secretário de Estado dos Negócios Estrangeiros               |          | Visconde da Carreira (não empossado) (1787–1871)   | 6 de outubro de 1846 a 4 de novembro de 1846    |
| Ministro e Secretário de Estado dos Negócios Estrangeiros               |          | Marquês de Saldanha (interino) (1790–1876)         | 6 de outubro de 1846 a 28 de abril de 1847      |
| Ministro e Secretário de Estado dos Negócios Estrangeiros               |          | Manuel de Portugal e Castro (interino) (1787–1854) | 4 de novembro de 1846 a 28 de abril de 1847     |
| Ministro e Secretário de Estado dos Negócios Estrangeiros               |          | Ildefonso Bayard (1785–1856)                       | 28 de abril de 1847 a 22 de agosto de 1847      |
| Ministro e Secretário de Estado dos Negócios Estrangeiros               |          | Barão da Luz (1803–1865)                           | 22 de agosto de 1847 a 18 de dezembro de 1847   |